# Río Vaupés
Río Vaupés är ett vattendrag   i Brasilien, på gränsen till Colombia, beläget i den nordvästra delen av landet, 2 800 km nordväst om huvudstaden Brasília. Vattendragets källa är Guaviare och det mynnar ut i Rio Negro.  
I omgivningen kring Río Vaupés växer huvudsakligen städsegrön lövskog, och området är nästan obefolkat, med mindre än två invånare per kvadratkilometer.